# Саррский королевский замок
Саррский королевский замок (итал. Castello reale di Sarre, фр. Château royal de Sarre) — архитектурный памятник, расположен вблизи итальянского города Аоста, коммуна Сар (деревня Лале́, фр. Lalex). Королевская охотничья резиденция последних представителей Савойской династии. В наши дни является архитектурным памятником и музеем.

## Архитектура
Постройка XIII века находится на вершине холма вдоль автострады A5 на Монблан и увенчана высокой башней, прямоугольной в плане. Замок был перестроен в начале XVIII века по приказу барона Жан-Франсуа Ферро д'Арвье (фр. Jean-François Ferrod d'Arvier), от прежнего облика осталась только башня. Позже в 1869 замок вновь расширен по указу Виктора Эммануила II. Король, заядлый охотник, придал окончательный вид комплексу: он добавил конные заводы и надстроил старинную башню, которая приняла современный вид с неопределенным стилем.

## История
Жак Барский (фр. Jacques de Bard), основатель семьи Сарр, к 1242 году построил замок на холме у реки Дора-Бальтеа для контроля пролегающих торговых путей.
В 1364 Амадей VI, граф Савойский заключил договор с виконтом Аосты Готфридом Шаланским (фр. Godefroy de Challant) о противостоянии Гуго Барскому (фр. Hugues de Bard), тогдашнему правителю Сарра, восставшему против правления семьи Савой. Забрав надел и замок у попавшей в немилость семьи, граф вручил их Генриху Карскому (фр. Henri de Quart). А после его смерти в 1377 году из-за отсутствия наследников мужского пола укрепление возвращается в Савойский дом, который в 1405 году передает это владение Тибо де Монтаньи (фр. Thibault de Montagny).
Между XV и XVII веком замок несколько раз переходил различным дворянским фамилиям: Женев-Лилен (фр. Genève-Lillin), Лешо (фр. Leschaux), Ля Крет (фр. La Crête), Ронка (фр. Roncas) и Рапе (фр. Rapet).
Около 1710 сооружение было приобретено предпринимателем бароном Жан-Франсуа Ферро д'Арвье (фр. Jean-François Ferrod d'Arvier), разбогатевшим на добыче меди в Оломоне и военных поставках.
Промышленник перестроил замок полностью, оставив нетронутой только башню. Аостский историк Жан-Батист де Тилье (фр. Jean-Baptiste de Tillier), который смог наблюдать за переделкой, сообщает, что вмешательства были серьезными и касались также и внешней прилегающей территории. Но уличенный в спекуляциях, барон умирает в тюрьме в 1730 году. А здание, превратившееся в красивое современное строение, возвращается к наследникам предыдущих собственников, сначала в семью Рапе, позже к семье Николь (фр. Nicole) из Бара, и впоследствии к семье Жербор (фр. Gerbore).
В 1849 году король Карл Альберт после поражения при Новаре удалился в Испанию и отказался от престола в пользу сына Виктора Эммануила II, который в 1869 приобрел замок, одновременно принимая титул графа Саррского. Замок стал охотничьей резиденцией первого короля объединённой Италии. Очень скоро его залы наполнились впечатляющими трофеями, которые до сих пор составляют музейную коллекцию.
Большая экспозиция в музее замка посвящена посещениям замка сыном Виктора Эммануила II королём Италии Гумбертом I и его женой Маргарите Савойской.
В 1989 замок был приобретен администрацией автономной области Аостской долины с целью восстановить его и открыть для посетителей.